# Villa Forni Cerato
Villa Forni Cerato è una villa veneta situata a Montecchio Precalcino, in provincia di Vicenza, la cui progettazione è attribuita all'architetto Andrea Palladio nel 1565 circa, anche se permangono dubbi sulla reale paternità palladiana dell'edificio.
L'edificio è inserito dal 1996 nella lista dei patrimoni dell'umanità dell'UNESCO. Dopo quasi 50 anni di abbandono in epoca novecentesca che hanno accelerato il degrado dell'edificio, dal 2018 l'intero sito è oggetto di un progetto di restauro conservativo, opera di mecenatismo, supportato da un'opera culturale di valorizzazione.

## Architettura

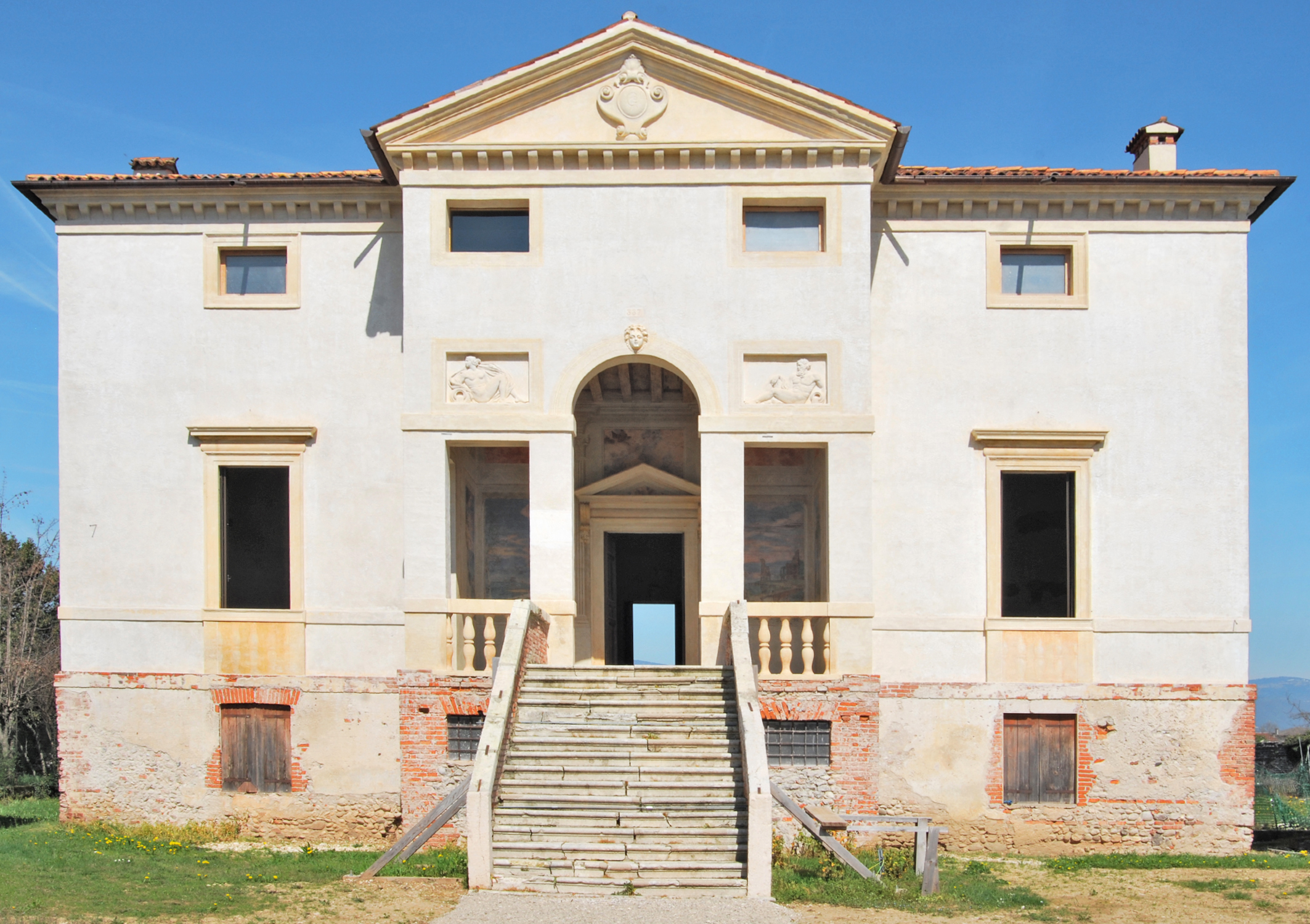
Villa Forni Cerato nel 2024

Villa Forni Cerato, è stata probabilmente progettata da Palladio per un proprietario certo ricco, ma non nobile: Girolamo Forni, agiato mercante di legnami (fornitore di numerosi cantieri palladiani, come ad esempio palazzo Chiericati, Villa la Rotonda, Palazzo Porto), amico di artisti come il Vittoria e pittore egli stesso, collezionista di antichità e membro dell'Accademia Olimpica di Vicenza. È possibile che l'asciutto minimalismo di questo calibrato edificio sia in armonia con lo status sociale borghese del proprietario.
Proprio l'astratto linguaggio di villa Forni ha ingenerato dubbi sull'effettiva paternità palladiana, così come la planimetria estremamente semplice, priva delle consuete relazioni fra le dimensioni delle stanze, o la presenza di qualche disarmonia proporzionale fra le parti dell'edificio. Plurimi sono i riferimenti architettonici a modelli reiterati in architetture palladiane. Ne fa testo il chiaro disegno della serliana, con le colonne ricondotte a nitidi pilastri stereometrici in funzione della limitata larghezza della loggia o il fregio ridotto a una semplice fascia sotto il cornicione. 
Bassorilievi in facciata principale, due camini al piano nobile, testa femminile scolpita a chiave di volta della serliana e i decori che un tempo decoravano il timpano prima di essere alienati, sono opere attribuite ad Alessandro Vittoria. Persi purtroppo i busti originariamente all'interno della villa - come attestato dal testamento del committente datato 1610 -  sempre attribuiti allo scultore trentino, del proprietario Girolamo Forni e di Pietro Bembo. 
I vicini rustici e la colombaia sono diroccati e saranno oggetto del progetto di restauro. Dei fasti originari si conservano gli affreschi della loggia raffiguranti rovine romane, bucoliche vedute paesaggistiche ed elementi naturali riconducibili all'orografia e alla vegetazione circostante.

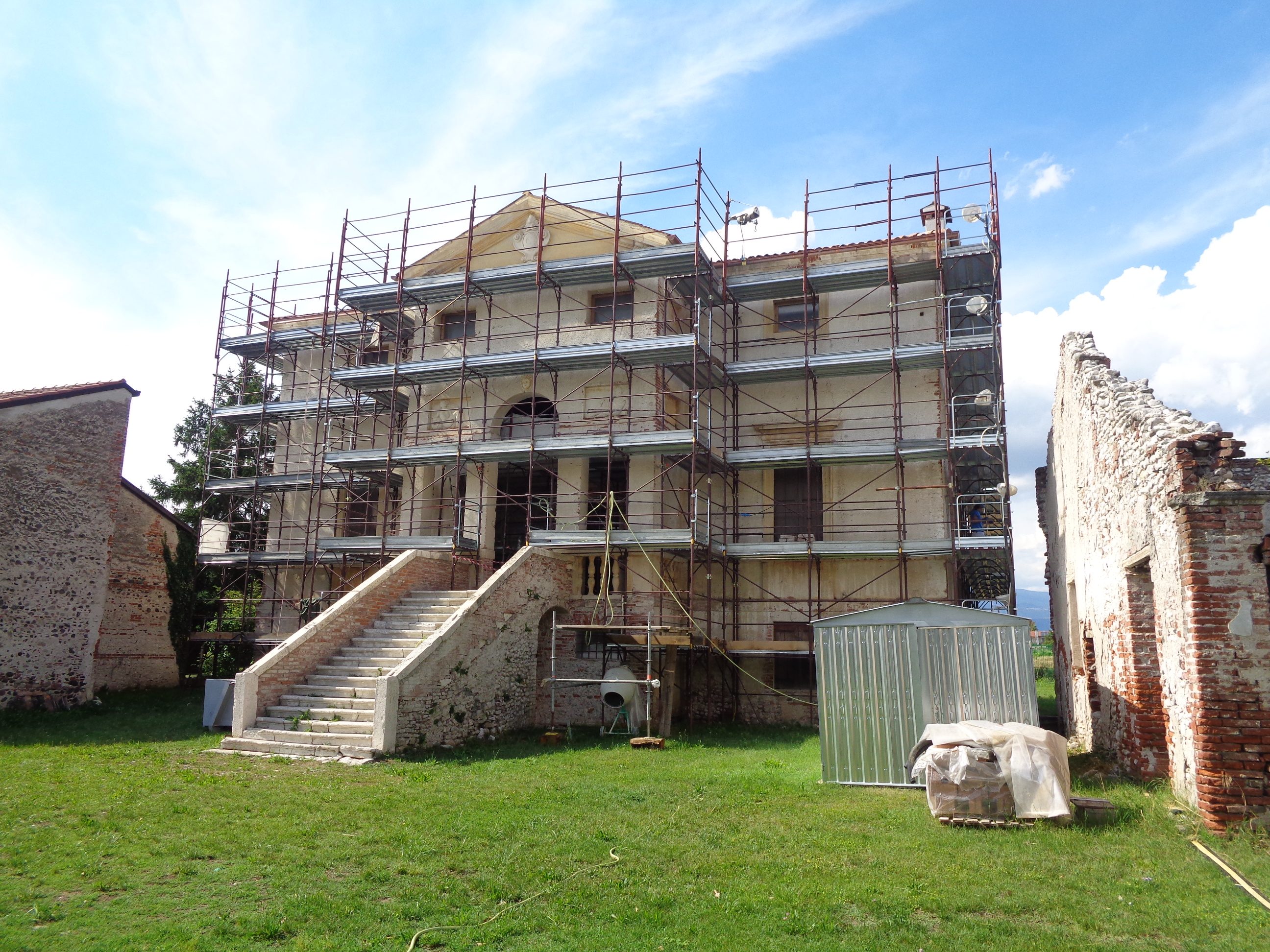
Villa Forni Cerato nel 2022 durante i lavori di restauro conservativo.

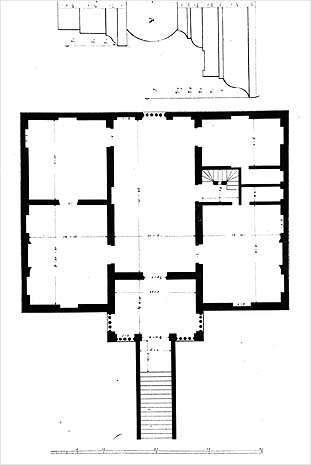
Pianta (Ottavio Bertotti Scamozzi, 1778)
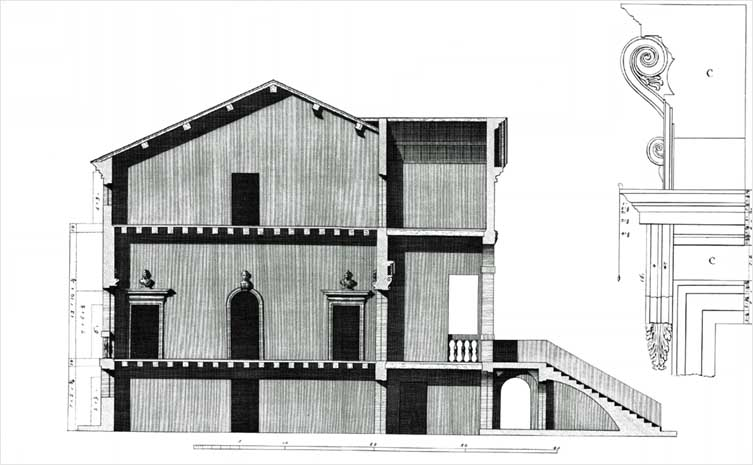
Sezione (Ottavio Bertotti Scamozzi, 1778)